# تاريخ الإنعاش القلبي الرئوي
الإنعاش القلبي الرئوي (اختصارًا CPR) هو إجراء إسعافي يُجرَى في محاولة للمحافظة على سلامة الوظيفة الدماغية بشكل يدوي من خلال الحفاظ على تدفق دموي كافٍ إلى الأنسجة ريثما تُتخَذ إجراءات أخرى لاستعادة الدوران الدموي والتنفس العفويين لدى شخص قد توقف قلبه. الإنعاش القلبي الرئوي هو عنصر أساسي في الإسعاف الأولي الذي يمُارَس في كل أرجاء العالم. إنه طريقة فعالة لإبقاء المصاب بتوقف القلب على قيد الحياة مدة كافية حتى تُقدَّم له المعالجة النهائية، ويُجرَى عادة باستخدام إزالة الرجفان وإعطاء أدوية وريدية مثل الإبينفرين (الأدرينالين) والأميودارون.
قبل بدء استخدام الإنعاش القلبي الرئوي، كانت هناك بعض التقنيات التي طُوِّرت في القرن الثامن عشر لإبقاء المرضى على قيد الحياة في كل من اليابان وأوروبا. على أي حال، لم يُكتشَف جيمس إيلام وبيتر سافار معلومات حول الطريقة التي تُدعى بالإنعاش القلبي الرئوي، ولم ينشرانها حتى منتصف القرن العشرين.
أجرى سافار أبحاثًا حول إجراءات دعم الحياة الأساسية الموجودة بما فيها السيطرة على المجرى الهوائي للشخص بإمالة رأسه/ رأسها إلى الخلف، وفتح فمهم بتحريك ذقنهم للأسفل، وإدخال الهواء إلى الرغامى. لقد دمج ذلك مع الإجراء الذي يُدعَى تدليك القلب مغلق الصدر التي أصبحت طريقة دعم الحياة الأساسية، ودُعيت الإنعاش القلبي الرئوي.
كان سافار مترددًا في أخذ الفضل «لاختراع» الإنعاش القلبي الرئوي. بحسب رأيه، هو بالكاد سلط الضوء على إجراءات فعالة قد اكتشفها البشر من قبل، ووضعها مع بعضها البعض في ما يُدعَى «the ABCs» الذي يشير إلى الحفاظ على المجرى الهوائي للمريض، وتنفسه، ودورانه الدموي، التي تعد الأشياء الأساسية في دعم الحياة القلبي المتقدم. عمل سافار بجد لنشر هذا الإجراء في كل أرجاء العالم، وتعاون مع صانع الألعاب النرويجي أسموند لايردال لصنع «ريسوسكي آني»، أول دمية للتدريب على الإنعاش القلبي الرئوي في العالم. لايردال حاليًا مُصنِّع معدات طبية.
وضع سافار أيضًا الإرشادات الأولى للخدمات الطبية الطارئة المجتمعية التي تدعى اختصارًا EMS، أسس أيضًا المركز الدولي لأبحاث الإنعاش في جامعة بطرسبرغ وكان مديرًا له حتى عام 1994، ورُشِّح ثلاث مرات لجائزة نوبل في الطب.

## محاولات الإنعاش الأولى في القرن الثامن عشر
في أغسطس 1767، اجتمع مجموعة من المواطنين الأغنياء وذوي التفكير المدني في أمستردام لتشكيل جمعية تعافي الغرقى. كانت هذه الجمعية أول جهد مُنظَّم ردًا على الموت المفاجئ.
تضمنت تقنيات الجمعية مجموعة من الطرق لإنعاش الجسم البشري. أوصى أفراد الجمعية بالتالي:
1. تدفئة المصاب،
2. إزالة الماء المُبتلَع أو المُستنشَق بوضع رأس المصاب في مستوى أخفض من قدمه،
3. تطبيق ضغط يدوي على البطن،
4. دفع الهواء في فم المصاب إما باستخدام منافيخ (كير) أو بطريقة فم لفم،
5. إمالة حلق المصاب،
6. «تنبيه» المصاب بوسائل مثل التبخير الفموي والمستقيمي بدخان التبغ. كانت تُستخدَم المنافيخ لإحداث لدفع دخان التبغ، وهو مادة مُهيِّجة معروفة، إلى داخل الأمعاء من خلال الشرج،[4] إذ كان ذلك يُعتبَر منبهًا كافيًا لتحريض استجابة لدى الشخص المتوفي «تقريبًا»،
7. فصد الدم.

خلال 4 سنوات من تأسيسها، زعمت جمعية تعافي الغرقى أنها أنقذت بتوصياتها أكثر من 150 مريضًا، ولا تزال أول أربعة من هذه التقنيات أو الأشكال الحديثة منها، تُستخدَم إلى اليوم.
بعد نجاحات الجمعية، سرعان ما انبثقت جمعيات الإنقاذ في معظم المراكز السكانية الأوروبية، وجمعيها تهدف لإيجاد طريقة ناجحة لإنعاش ضحايا الموت المفاجئ أو توقف القلب. كانت هذه النظرية شائعة الاستخدام لدرجة أن مدينة هامبورغ في الإمبراطورية الرومانية المقدسة شرّعت مرسومًا عام 1769 بإعطاء إشعارات تُقرَأ في الكنائس تصف خطوات مساعدة الأشخاص الغرقى، والمخنوقين، والمتجمدين، والذين تعرضوا لغازات مؤذية، وكان هذا أول مثال على تدريب طبي شامل. مثّلت الجمعية الإنسانية الملكية في لندن، التي تأسست عام 1774، نموذجًا للجمعيات في نيويورك، وفيلادلفيا، وبوسطن. كانت جمعيات الإنقاذ هذه في القرن الثامن عشر سلائف الخدمات الطبية الطارئة الموجودة حاليًا.
وُصِفت تقنيات مماثلة في أدب بداية القرن العشرين في فني الجوجوتسو والجودو القتاليين، ويعود استخدام بعضها إلى أوائل القرن السابع عشر. أفاد مراسل صحيفة نيويورك تايمز أن هذه التقنيات كانت تُستخدَم بنجاح في اليابان عام 1910. في فن جوجوتسو القتالي (ولاحقًا في جودو)، كانت هذه التقنيات تُدعَى كابو (باليابانية kappo ) أو كوتاس (باليابانية kutasu).

## الإنعاش الحديث
بدأ العلماء والأطباء يجربون حل المشكلة من نواحٍ مختلفة بما فيها تطوير أدوية جديدة، ابتكار تقنيات جراحية جديدة، وتحديد عوامل الخطر. بدأ الأطباء جيميس إيلام، وبيتر سافار، وأرشر إس. غوردون بتثقيف العالم حول التنفس الإنقاذي، والإجراءات الوقائية، ومحاولة اكتشاف طريقة لمعالجة توقف القلب الحاد.
لم يدعم غوردون في البداية التنفس الإنقاذي حتى أجرى دراسة بنفسه على مرضى أطفال، فحصل على نتائج إيلام. كان سافار يعمل أيضًا على التنفس الإنقاذي، لذلك اتفقا على أن الجهد المتضافر سيكون أكثر قيمة من عمل كل منهما بمفرده، وإمكانية إعادة كل منهما لعمل الآخر.
قبل خمسينيات القرن العشرين، كانت الطريقة المقبولة للإنعاش هي تقنية ضغط الصدر ورفع الذراع التي أبدا سافار وإيلام أنها غير فعالة. عام 1954، كان إيلام أول من يثبت تجريبيًا أن التهوية بهواء الزفير كانت تقنية سليمة. أجرى إيلام وسافار (وبعد ذلك غوردون) تجارب عديدى لإثبات تفوق تقنية التنفس الإنقاذي. أصبحت المشكلة عندها في نشر الطريقة بين الناس.
تقدم منظمات مثل الصليب الأحمر الأمريكي التدريب في الفروع المحلية على الإدارة الصحيحة لإجراءات التنفس الاصطناعي. يُعلِّم الصليب الأحمر هذه الطريقة منذ منتصف خمسينيات القرن العشرين. على سبيل المثال، في كالامازو، ميشيغان، قدم المتطوع روجر ميهاليك مُدربة تنفس تُدعَى الآنسة سويت بريث عام 1959، وهي دمية من الجص والبلاستيك اخترعها هو.
في نيويورك، كان مفوض صحة الولاية آنذاك هيرمان هيليبو منبهرًا بهذه التقنية. كلف إيلام بكتابة كتيب تعليمي بعنوان «التنفس الإنقاذي» الذي وُزِّع محليًا عام 1959. حفز نجاح الكتيب إيلام على إنتاج أفلام توضح هذه التقنية الجديدة المُنقِذة للحياة.
بحلول عام 1960، جرى تبني التنفس الإنقاذي من قبل الأكاديمية الوطنية للعلوم، والجمعية الأمريكية لأطباء التخدير، والجمعية الطبية لولاية نيويورك، والصليب الأحمر الأمريكي، كوسيلة مفضلة للإنعاش.
تطلب الأمر الكثير من الاكتشافات الأساسية لمعالجة المشكلة التي قد يستغرق حلها عقودًا، وحتى الآن لم تُحَل. يتكلم الأطباء عن التاريخ الطبيعي للأمراض كطريقة لفهم كيفية تأثير العلاج على التقدم المعتاد للمرض. على سبيل المثال، يمكن أن يُقاس التاريخ الطبيعي لسرطان الثدي بالأشهر، لكنه يُعالَج بالجراحة أو العلاج الكيميائي، ويمكن أن يُقاس بالسنوات أو حتى يُعالَج بها. توقف القلب المفاجئ مرض ذو تاريخ طبيعي سريع للغاية، يُقاس الدقائق، بنتيجة لا ترحم. ولكن عندما يُعالًج باستخدام الإنعاش القلبي الرئوي، يمكن إطالة مسار الوفاة (سيؤخر الإنعاش القلبي الرئوي عملية الموت)، وإذا عُولِج بالرجفان في الوقت المناسب يمكن النجاة من الوفاة.
العناصر الحديثة للإنعاش في حالة توقف القلب المفاجئ هي الإنعاش القلبي الرئوي (يتكون بدوره من التهوية فم لفم وضغط الصدر)، وإزالة الرجفان، والخدمات الطبية الطارئة (طرق إيصال هذه التقنيات إلى المريض بسرعة).